# Musa al-Hulah
Musa al-Hulah (tiếng Ả Rập: موسى الحوله, đã Latinh hoá: Mūsā al-Hūla) hoặc Mousa al-Houla (tiếng tiếng Thổ Nhĩ Kỳ: Mesel Hule,  tiếng Ả Rập: مثل حولة, đã Latinh hoá: Masal Hūla) là một ngôi làng Syria nằm trong tiểu khu Hirbnafsah của quận Hama, nằm cách Hama 30 km về phía tây nam. Theo Cục Thống kê Trung ương Syria (CBS), Musa al-Hulah có dân số 1.781 người trong cuộc điều tra dân số năm 2004. Một đô thị được thành lập để quản lý ngôi làng và Jadrin gần đó vào năm 2004, sau khi hai ngôi làng được tách ra khỏi đô thị Talaf.